# Claude Crétier
Claude Crétier (Bourg-Saint-Maurice, 14 maggio 1977) è un allenatore di sci alpino ed ex sciatore alpino francese, specialista delle gare veloci.

## Biografia

### Carriera sciistica
Attivo in gare FIS dal dicembre del 1994, Crétier esordì in Coppa Europa il 15 gennaio 1996 a Les Orres in discesa libera (63º) e in Coppa del Mondo il 9 gennaio 1999 nel supergigante di Schladming, senza finire la gara; colse i primi punti nel circuito due settimane dopo, nella discesa libera di Kitzbühel del 22 gennaio 2000 (26º).
La carriera dell'atleta francese in Coppa del Mondo fu coronata da un podio, il secondo posto alle spalle di Hannes Trinkl il 2 marzo 2002 nella discesa libera di Kvitfjell. Crétier inoltre partecipò ai XIX Giochi olimpici invernali di Salt Lake City 2002, sua unica presenza olimpica, in cui ottenne il 5º posto nella discesa libera e non completò il supergigante, e ai Mondiali di Sankt Moritz 2003, sua unica presenza iridata, dove fu 17º nel supergigante.
La sua ultima gara di Coppa del Mondo fu la discesa libera di Bormio del 29 dicembre 2005 (48º); si ritirò alla fine di quella stessa stagione 2005-2006 e la sua ultima gara fu il supergigante dei Campionati francesi 2006, l'8 aprile a Val-d'Isère, chiuso da Crétier al 29º posto.

### Carriera da allenatore
Dopo il ritiro è divenuto allenatore nei quadri della nazionale francese.

## Palmarès

### Coppa del Mondo
- Miglior piazzamento in classifica generale: 41º nel 2002
- 1 podio:
  - 1 secondo posto

### Coppa Europa
- Miglior piazzamento in classifica generale: 65º nel 1999

### South American Cup
- Miglior piazzamento in classifica generale: 6º nel 2002
- 2 podi:
  - 2 vittorie

#### South American Cup - vittorie
| Data           | Località | Paese | Specialità |
| -------------- | -------- | ----- | ---------- |
| 31 agosto 2000 | Portillo | Cile  | DH         |
| 22 agosto 2001 | La Parva | Cile  | DH         |

Legenda:

DH = discesa libera

### Campionati francesi
- 4 medaglie[1]:
  - 3 ori (supergigante nel 2001; discesa libera nel 2002; supergigante nel 2003)
  - 1 bronzo (discesa libera nel 2003)